# Teleste
Teleste Oyj est une société technologique proposant des réseaux et des services de télécommunications vidéo et de transmission de données à haut débit dont le siège est à Kaarina en Finlande.

## Présentation
Le cœur de métier de Teleste est le traitement, le transfert et la gestion d'images et de données vidéo.
La clientèle de la société se compose d'opérateurs de câblodistribution et de télécommunications et d'organisations du secteur public, et ses opérations sont divisées en deux secteurs d'activité, Solutions vidéo et haut débit et Services de réseaux.
- Solutions vidéo et haut débit se concentre sur les solutions et produits pour les réseaux d'accès et les applications de vidéosurveillance.

- Services de réseaux fournit des services pour la conception, la construction et la maintenance de réseaux.

## Actionnaires
Au 29 février 2020, les plus grands actionnaires de Teleste sont:
| #  | Actionnaire               | Actions    | %       |
| -- | ------------------------- | ---------- | ------- |
| 1  | Tianta Oy                 | 4 409 712  | 23,23 % |
| 2  | Mandatum Life             | 1 683 900  | 8,87 %  |
| 3  | Ilmarinen oy              | 899 475    | 4,74 %  |
| 4  | Kaleva                    | 824 641    | 4,34 %  |
| 5  | Teleste Oyj               | 798 821    | 4,21 %  |
| 6  | Varma                     | 521 150    | 2,75 %  |
| 7  | Valtion Eläkerahasto      | 500 000    | 2,63 %  |
| 8  | Mariatorp Oy              | 441 700    | 2,33 %  |
| 9  | Wipunen varainhallinta Oy | 425 000    | 2,24 %  |
| 10 | OP-Suomi Pienyhtiöt       | 260 408    | 1,37 %  |
|    | Total [1-100]             | 14 384 851 | 75,77 % |